# Ти Би Джошуа
Темитопе Балогун Джошуа (англ. Temitope Balogun Joshua), более известный как Ти Би Джошуа (англ. T. B. Joshua; 12 июня 1963, город Аригиди, Нигерия — 5 июня 2021) — основатель и пастор церкви «Синагога Церковь Всех Народов» (SCOAN) в Лагосе (Нигерия), телеевангелист, общественный деятель и благотворитель. Широко известен в харизматическом и пятидесятническом мире как апостол, пророк и евангелист. Имеет свыше 3 000 000 подписчиков на Фейсбук. Являлся самым популярным пастором на Ютуб, имея 600 000 подписчиков и около 300 миллионов просмотров видеозаписей на канале. Его телеканал Эммануэль ТВ является крупнейшей христианской телевизионной сетью в Африке.
Ти Би Джошуа обрёл большую известность в христианском мире, в основном, благодаря служению исцеления, служению изгнания нечистых духов, а также благодаря предсказанию определённых мировых событий. Его сторонники верят, что он предсказал множество мировых происшествий и бедствий, в число которых входят: катастрофические последствия циклона в Мьянме в 2008 году, крушение самолёта Boeing 777 в Лондоне 17 января 2008 г., крушение российского самолёта Superjet 100-95B в Индонезии 9 мая 2012 г., взрыв пассажирского самолёта Boeing 777 в воздушном пространстве Украины 17 июля 2014 г., исчезновение малайзийского самолёта Boeing 777-200ER 8 марта 2014 г., вооружённый конфликт на востоке Украины (2013 г.), отставка президента Пакистана Первеза Мушаррафта, смерть президента Замбии Леви Мванавасы (2008 г.), трагическая смерть бывшего президента Южной Кореи Но Му Хёна (2009 г.), смерть Майкла Джексона (2009 г.), Теракты в Брюсселе 22 марта 2016 года, атака на университетский колледж Гариссы 2 апреля 2015 в Кении, конфликт между Северной Кореей и США (середина апреля 2017 г.), инцидент с российским самолётом Boeing 777 в Бангкоке (1 мая 2017 г.) и др.
Он известен также своей благотворительной и гуманитарной деятельностью. В знак признания его общественной деятельности, в 2008 году нигерийское правительство наградило Джошуа званием OFR (кавалер Ордена Федеративной Республики), а Организация Объединённых Наций отправила нигерийскому меценату благодарственное письмо. Он также был удостоен звания «Посол мира» преимущественно мусульманской организацией «Arewa Youth Forum». В 2012 году журнал «The Africa Report» признал его одним из 50 самых влиятельных людей в Африке.
Согласно расследованию Бибиси, Ти Би Джошуа в течение почти 20 лет совершал жестокие преступления, включая изнасилования и принудительные аборты.

## Ранние годы
Согласно сведениям, предоставленным на официальном сайте церкви SCOAN, сверхъестественные явления сопровождали Ти Би Джошуа с самого рождения и в детстве. Как гласит источник, Ти Би Джошуа оставался в чреве его матери в течение 12 месяцев до того, как родился. В больнице, его мать была предупреждена пастором не делать никаких операций, он заявил, что Бог занят подготовкой своего ребёнка в утробе матери. На 7 день после рождения, во время церемонии, связанной с присвоением имени, большой камень сорвался с буровой площадки на горе, долетел до деревни, прилегающей к подножию горы, проломил крышу, где люди отмечали именины, и остановился в непосредственной близи от новорожденного младенца, ничуть не повредив ему. Также сообщается, что о его рождении предсказывалось ещё за 100 лет до рождения.
С 1971 по 1977 год Джошуа посещал Англиканскую начальную школу святого Стефана, затем один не полный год он учился в средней школе. В учебном заведении он был известен как «маленький пастор» в силу его любви к Библии и способности предсказывать будущие события. Пока он учился, он являлся лидером «Союза Священного писания».
Ранняя потеря отца заставила его добывать деньги на жизнь. Джошуа работал мойщиком ног на грязных улицах Лагоса, до того как устроился на птицеводческой ферме, где у него была работа уборщика куриного помёта. В то же время, он проводил изучение Библии с детьми, а вечером учился в вечерней школе. Его желание поступить на военную службу было прервано в результате вмешательства судьбы, и он оставался в неисправном поезде более шести дней, застряв в джунглях.

## «Божье посещение»
В 1987 году Ти Би Джошуа посетил «молитвенную гору», чтобы искать лица Божьего. Там он постился и молился в течение 40 дней и 40 ночей. Джошуа утверждает, будто после сорокадневного поста он получил божественное помазание и завет с Богом, чтобы начать собственное служение:

"Я был в трансе на протяжении трех последующих дней, после того как я увидел руку, которая вкладывала Библию в мое сердце и Библия вошла в мое сердце и мое прежнее сердце, казалось, в тот же момент слилось воедино с Библией. Затем пришло озарение и я увидел Апостолов и Пророков прошлого, которые были с кем-то, чью голову я не мог видеть, потому что Он был ростом до небес и я верю, что Тот, кого я видел, был наш Господь Иисус Христос, сидящий среди них. Я так же видел себя среди них. Некоторое время спустя, я увидел руку того высокого человека. Я не мог созерцать Его лицо, которое сияло невообразимо ярким светом, который распространялся в воздухе до самых небес. Но я мог видеть лица Апостолов, это были Апостолы Павел и Петр, Пророки Моисей, Илия и другие. Их имена были начертаны у них на груди.
Я услышал голос, говорящий: «Я твой Господь, Я даю тебе святое поручение идти и выполнять работу Небесного Отца». В это же время, та же рука высокого человека дала мне маленький крест и большую Библию, большую, чем та, которая вошла в мое сердце, с обещанием, что если я выполню поручение во Имя Его, то мне будет дан больший крест, но если я не справлюсь, то случится обратное. Я снова услышал голос этого высокого человека, но не мог видеть Его лица, когда Он говорил: «Я есть Господь, твой Бог, который был и который есть — Иисус Христос, Я даю поручения всем Апостолам и Пророкам». Тот же голос сказал мне: «Я покажу тебе замечательные пути, Я явлю Себя через тебя, через учения, проповеди, чудеса и знамения для спасения душ. С тех пор, я вижу видения каждый год, в которых Бог, смотря на мою верность, дает мне больший крест. Больший крест означает, что Бог возлагает на меня большую ответственность».
— Ти Би Джошуа

## Служение
Джошуа начал церковь лишь с горстки членов, назвав её Синагогой, Церковью Всех Наций — названием, которое, как он гласит, сверхъестественно было показано ему Богом. С тех пор церковь начала стремительно расти, распространившись за пределы Нигерии. На сегодняшний день более 15000 членов посещают еженедельно воскресное богослужение, а приезжих из-за рубежа размещают в гостинице при церкви. Церковь в настоящее время имеет филиалы в Гане, в Англии, Австрии и Греции. Трансляция воскресных служений и телеевангелизация осуществляются через круглосуточное спутниковое телевидение SCOAN, Эммануэль ТВ, а также через TBN Африки, CTV и другие нигерийские телеканалы и интернет.
Церковь SCOAN была признана, как крупнейшее туристическое место в Нигерии и наиболее посещаемая точка религиозного туризма в Западной Африке. Цифры, опубликованные Иммиграционной службой Нигерии указывают, что шесть из каждых десяти иностранных путешественников, посещающих Нигерию, приезжают в SCOAN. Количество гостей SCOAN каждый год составляет около 2 миллионов.. Согласно данным газеты «Гардиан» (The Guardian), церковь SCOAN еженедельно привлекает больше посетителей чем Букингемский дворец и Лондонский Тауэр вместе взятые. Популярность церкви привела к увеличению числа маршрутов полетов в Лагос из нескольких африканских стран в 2013 году
Синагогой всех наций были опубликованы многочисленные видео документально засвидетельствованных случаев исцеления от таких неизлечимых и тяжелых заболеваний, как ВИЧ (СПИД), раковые опухоли, инвалидность и т. д.. Сверхъестественные исцеления в SCOAN были предметом нескольких сообщений средств массовой информации, в том числе о них было упомянуто в журнале «Time» и в крупнейшем международном информационно-новостном агентстве «Ассошиэйтед Пресс». А пророчество о циклоне в Мьянме в 2008 году привлекло внимание новостного телеканала CNN.

## Телеевангелизация
BBC назвал Джошуа «самым известным теле-проповедником Нигерии». Телеканал SCOAN, Эммануэль ТВ, вещает круглосуточно, 7 дней в неделю. Девизом Эммануэль ТВ является «Изменяя жизни, изменяя нации, изменяя мир». Телеканал также известен своей броской фразой, «Расстояние не преграда», побуждающей зрителей молиться вместе с Ти Би Джошуа, прикасаясь к экрану. Популярная нигерийская актриса Тонто Дике утверждает, что именно таким образом получила освобождение от 14-летней зависимости курения.
Эммануэль ТВ имеет свой канал в Ютуб, на который подписано свыше 430000 пользователей, а количество просмотров видеозаписей со дня создания канала насчитывает около 300 миллионов. Согласно данным 2015 года, одно из видео канала Эммануэль ТВ в Ютуб занимает 4 место в списке самых просматриваемых видео на сайте Ютуб в Нигерии.

## Зарубежные визиты
Хотя нигерийский священник редко путешествует, им были проведены служения в Южной Корее, Сингапуре, Индонезии, Австралии, Колумбии, Мексике и Перу. Его служение в городе Кали в Колумбии в июле 2014 года, как утверждается, собрало на стадионе Паскуаль Герреро более 100000 человек, а двухдневное служение на стадионе Ацтека в Мексике в мае 2015 года привлекло более 200000 человек. В 2016 году в ходе путешествия по Латинской Америке около 100000 человек посетили его двухдневное служение на стадионе Монументаль в Лиме, Перу.

## Известные сторонники
К числу известных людей, которые посетили церковь SCOAN в Лагосе относятся: экс-президент Нигерии Гудлак Джонатан, президент Габона, Омар Бонго, бывший президент Замбии, Фредерик Чилуба, президент республики Малави Джойс Банда, премьер-министр Зимбабве Морган Цвангираи, король Зулусов, Звелитини Кабхекузулу, чья дочь, как утверждается была исцелена от эпилепсии в SCOAN, южноафриканский политик Винни Мандела. Ныне покойный президент Ганы, Джон Эванс Атта Миллс, являлся регулярным посетителем и членом Совета SCOAN, называя Ти Би Джошуа своим духовным наставником. Кроме того, имеется информация о встрече Ти Би Джошуа с тремя высокопоставленными лицами Танзании в 2015 году: с новоизбранным президентом, Джоном Магуфули, с экс-президентом, Джакаем Киквете, и с Эдвардом Ловасса — бывшим премьер-министром и оппозиционным лидером.

## Благотворительность
Служение Ти Би Джошуа оказывает гуманитарную помощь с проектами восполнения нужд вдов, престарелых, инвалидов, детей-сирот, карликов и обездоленных. ТБ Джошуа также предоставлял стипендии для многих инвалидов-студентов и спортсменов с физическими недостатками. Церковь предоставляет стипендии для детей-сирот и детей из малообеспеченных семей с гарантированной поддержкой от начальной школы до высших учебных заведений. Также церковь оказывает финансовую поддержку, чтобы обеспечить представителей низшего класса профессией. Кроме того, существуют программы реабилитации для вооруженных грабителей и проституток. В знак признания благотворительной деятельности для бедных и студентов с физическими недостатками Джошуа было присвоено звание заслуженного члена Национальной ассоциации нигерийских студентов (НАНС). В начале 2016 года говорилось о намерении Ти Би Джошуа построить в университет специально для малообеспеченных членов церкви SCOAN с физическими недостатками. Согласно подсчётам журнала Forbes, в период в 2008 по 2010 года Джошуа пожертвовал около 20 миллионов долларов в область образования, здравоохранения и программ реабилитации бывших боевиков дельте реки Нигер.

## Личная жизнь
Джошуа женат на Эвелин Джошуа. У них двое детей. Его старшая дочь, Серах Джошуа, выпускник Лондонской школы экономики, факультет права. Его вторая дочь, Промиз Джошуа, изучает политику и международные отношения в Лондонской школе экономики.

## Критика
Ти Би Джошуа часто осуждается из-за необычайно большого количества исцелений и изгнаний бесов, транслирующихся с его служений, а также из-за нестандартных методов, которыми они осуществляются (помазанная вода, пророческие действия во время молитвы, исцеление телезрителей через прикосновение к экрану телевизоров и т. д.). Джошуа был публично осужден несколькими известными пасторами в пределах Нигерии. Его самый известный критик — Крис Окоти, пастор крупнейшей церкви в Нигерии — назвал Джошуа «сыном дьявола», обвиняя его в «шаманской практике». Пятидесятнический союз Нигерии (PFN), ассоциация нигерийских пятидесятнических церквей, не признаёт за истинную церковь Синагогу Церковь Всех Наций (SCOAN), позиционируя Ти Би Джошуа как самозванца. Христианские критики часто обвиняют Ти Би Джошуа из-за его нестандартных методов, которые, как они считают, не подтверждены в Библии.
Соглавно расследованию Би-би-си, есть десятки свидетельств очевидцев широкомасштабного насилия и пыток, в которых был замешан основатель Ти Би Джошуа. Насилие и пытки включали случаи жестокого обращения с детьми, избиения людей кнутом и заковывания в кандалы. Кроме того, многие женщины утверждают, что подвергались сексуальному насилию со стороны Джошуа, причем некоторых неоднократно насиловали в течение многих лет в комплексе «Синагоги Церкви Всех Народов».

## Книги
Книги, написанные Ти Би Джошуа:
- Зеркало The Mirror ISBN 0-620-37453-5
- Шаг между вами и исцелением The Step Between You And The Cure ISBN 0-620-33247-6
- Ежедневное время с Богом Daily Time With God ISBN 0-620-37575-2
- Какое будущее What The Future Holds ISBN 978-0-620-42843-9